# 胡昭 (正德進士)
胡昭（1480年—？），字原明，直隸興州中屯衛軍籍，浙江餘姚縣人，明朝政治人物。

## 生平
順天府鄉試第八名舉人。正德十六年（1521年）中式辛巳科會試第九十九名，登第二甲第三十四名進士。

## 家族
曾祖胡閏仝；祖父胡昌言；父胡新，母高氏。永感下。兄胡暉，封南京刑部主事；胡昺。弟胡晟。